# NanoVM
NanoVM é uma implementação de um Software Livre usando Java Virtual Machine. O NanoVM foi desenvolvido de início para rodar Atmel AVR ATmega8 usado para rodar Asuro Robot. O NanoVM pode ser facilmente incluído em outros AVRs.
A virtual machine geralmente usa 8k Bytes de memória (todo o disco flash no caso do ATmega8) e 256 Bytes de RAM.